# Lanouaille
Lanouaille är en kommun i departementet Dordogne i regionen Nouvelle-Aquitaine i sydvästra Frankrike. Kommunen ligger i kantonen Lanouaille som tillhör arrondissementet Nontron. År 2022 hade Lanouaille 938 invånare.

## Befolkningsutveckling
Antalet invånare i kommunen Lanouaille
Referens:INSEE